# Zheng Zhi
Zheng Zhi (traditioneel Chinees: 郑智, hanyu pinyin: Zhèng Zhì) (Shenyang, 20 augustus 1980) is een Chinees voormalig voetballer die als middenvelder veel successen behaalde  met het Chinese Guangzhou Evergrande in de jaren tien van de 21e eeuw. Verder speelde hij in Europa voor Charlton Athletic en Celtic. Zheng was jarenlang aanvoerder van het Chinees voetbalelftal en speelde meer dan 100 interlands. Medio 2023 beeindigde Zheng Zhi officieel zijn spelersloopbaan.

## Clubcarrière

### Doorbraak in eigen land
Zheng Zhi brak in eigen land door bij Shenzhen Jianlibao, dat destijds op het hoogste niveau opereerde. Hij was oorspronkelijk verdediger maar werd langzamerhand doorgeschoven naar het middenveld. Met Zheng op het middenveld won Shenzhen Jianlibao het inaugurele seizoen van de Chinese Super League in 2004. Dit was tevens de eerste landstitel uit de clubgeschiedenis. Het leverde hem een transfer op naar het grotere Shandong Luneng, waar Serviër Ljubiša Tumbaković de scepter zwaaide. Bij de club zou hij twee seizoenen doorbrengen. In 2006 pakte hij de dubbel met Shandong; de landstitel en de beker werden veroverd. Dit resulteerde in belangstelling van meerdere Europese clubs.

### Overstap naar Europa
Het was eind 2006 toen Zheng voor het eerst voet zette op Europese bodem. Na een succesvolle stage ging hij op huurbasis aan de slag bij Charlton Athletic. De eenmalige FA Cup-winnaar speelde destijds in de Premier League. Aan zelfvertrouwen ontbrak het Zheng niet, die bij zijn aankomst in Londen zei dat hij 'niet kan ontkennen dat hij de beste voetballer van China is'. In februari 2007 debuteerde hij in de Premier League in een wedstrijd tegen Manchester United, welke met 2-0 werd verloren. Hij ging de boeken in als de vierde Chinees in de Premier League, Li Tie, Li Weifeng (beide Everton) en Sun Jihai (Manchester City) gingen hem voor. Hij kwam in een half jaar tijd twaalf duels in actie en zag Charlton aan het einde van het seizoen degraderen naar de Championship.
Zheng keerde vervolgens terug naar China, waar hij nog één wedstrijd speelde alvorens Charlton hem in augustus 2007 permanent contracteerde. De club betaalde twee miljoen pond voor de Chinese spelverdeler. Zheng was niet weg te denken uit de basiself in zijn eerste volledige seizoen bij Charlton. Manager Alan Pardew gaf na afloop van het seizoen zelfs toe dat hij de speler wellicht te veel gebruikt had waardoor Zheng oververmoeid was geraakt. Een jaar later degradeerde Charlton tegen de verwachting in naar de League One, waarop Zheng besloot de club te verlaten.
De Chinees besloot in het Verenigd Koninkrijk te blijven en trok naar Schotland, waar hij aan de slag ging bij Celtic FC. Zheng zag een mogelijk debuut in de UEFA Europa League aan zich voorbij gaan, doordat hij te laat was ingeschreven. Hij beleefde een onsuccesvol seizoen met de Schotse topclub. Zo werd de landstitel verspild aan aartsrivaal Rangers en wilde het in de bekertoernooien ook niet echt vlotten. Zheng begon slechts negenmaal in de competitie in de basiself en fungeerde voornamelijk als invaller. In mei 2010 maakte hij in een wedstrijd tegen Heart of Midlothian zijn enige treffer in dienst van Celtic, door vanaf een meter of 10 met een volley de bal achter doelman Jamie MacDonald te plaatsen en zodoende de wedstrijd te beslissen.

### Succesen met Guangzhou Evergrande

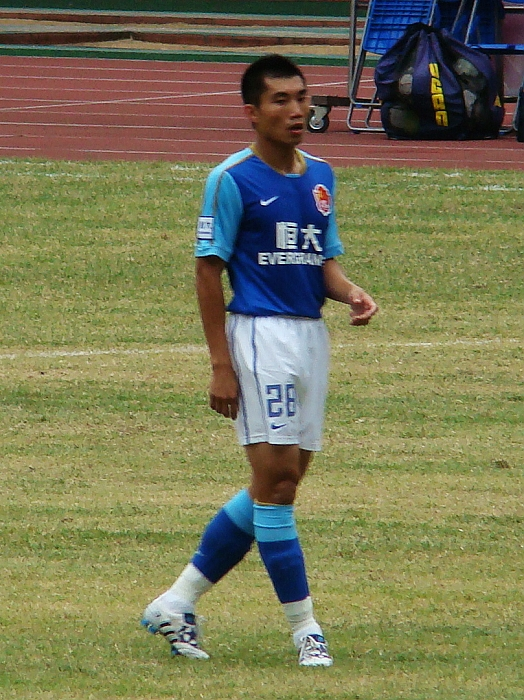
Zheng in 2010 spelend voor Guangzhou Evergrande.

In de zomer van 2010 keerde Zheng terug naar zijn geboorteland en tekende hij bij Guangzhou Evergrande. De ploeg kwam toentertijd nog uit op het tweede niveau, maar zou in de komende jaren uitgroeien tot een topploeg, zowel op nationaal als internationaal niveau. Hij maakte zijn debuut voor de club op 17 juli 2010 in een 1-1 gelijkspel tegen Hubei Greenery. Hij scoorde zijn eerste doelpunt voor de club op 21 juli 2010 in een 10-0 overwinning op Nanjing Yoyo.
Nadat Zheng in 2010 met Guangzhou promoveerde naar de Super League, werd de club in een decennium tijd maar liefst acht keer landskampioen. In 2012 en 2016 won men ook de beker van China, waarmee een zogeheten dubbel werd bewerkstelligt. Daar bovenop won Guangzhou in 2013, met Zhi als aanvoerder, de Aziatische Champions League. Zhi werd voor zijn voetballende prestaties dat jaar uitgeroepen tot Aziatisch voetballer van het jaar. In 2015 werd opnieuw de Champions League gewonnen. In de eerste wedstrijd van de halve finale, tegen Gamba Osaka, maakte Zheng de winnende treffer en doordat de return in een doelpuntloos gelijkspel eindigde stoomde de Chinese ploeg door naar de eindstrijd. Wederom met Zheng als aanvoerder won Guangzhou ook de finale. Het Arabische Al-Ahli werd over twee wedstrijden verslagen. Zheng werd na afloop van de finale verkozen tot man van de wedstrijd.
Van 27 oktober tot en met 3 november 2019 fungeerde Zheng Zhi als interim-trainer, toen de Italiaanse manager Fabio Cannavaro tijdelijk uit zijn functie werd ontheven om een bedrijfstraining te volgen.
Begin 2022 verliet Zheng Zhi het team. Echter, vanwege de slechte staat van dienst van Guangzhou, werd Zheng Zhi in augustus 2022 aangesteld als nieuwe hoofdtrainer.  Tevens werd hij weer opgenomen op de spelerslijst. Medio 2023 kondigde hij zijn voetbalpensioen aan. Hij ging aan de slag als assistent-trainer bij het Chinees voetbalelftal. 

## Interlandcarrière
Zheng was jarenlang aanvoerder van het Chinees voetbalelftal, maar won ondanks zijn enorme staat van dienst nooit een prijs met zijn land. In 2004 was hij het dichtste bij een eerbewijs, toen de finale van het Aziatisch kampioenschap voetbal werd bereikt. Hierin bleek Japan echter te sterk. Zheng wist zich met China nooit te plaatsen voor een WK en speelde in 2019 zijn laatste interlands.